# Shell shoveling
Shell shoveling, em segurança de rede, se refere ao ato de redirecionar a entrada e a saída de um shell para um serviço de modo que ele possa ser acessado remotamente.
Na computação, o método mais básico de interface com o sistema operacional é o shell. Em sistemas baseados no Microsoft Windows, este é um programa denominado cmd.exe ou COMMAND.COM. Em Unix ou sistemas semelhantes ao Unix, pode ser qualquer um de uma variedade de programas como bash, ksh, etc. Este programa aceita comandos digitados em um prompt e os executa, geralmente em tempo real, exibindo os resultados a que se refere como saída padrão, geralmente um monitor ou tela.
No processo de shell shoveling, um desses programas é configurado para ser executado (talvez silenciosamente ou sem notificar alguém observando o computador) aceitando a entrada de um sistema remoto e redirecionando a saída para o mesmo sistema remoto. Portanto, o operador do shoveled shell é capaz de operar o computador como se estivesse presente no console.